# Bersteland
Bersteland és un municipi alemany que pertany a l'estat de Brandenburg. Forma part de l'Amt Unterspreewald, i es troba entre les ciutats de Luckau i Lübben (Spreewald). Fou creat el 2002 de la unió dels antics municipis de Freiwalde, Niewitz i Reichwalde.

## Evolució demogràfica
| Any  | Població |
| ---- | -------- |
| 1875 | 1 256    |
| 1890 | 1 357    |
| 1910 | 1 259    |
| 1925 | 1 111    |
| 1933 | 1 104    |
| 1939 | 1 101    |
| 1946 | 1 471    |
| 1950 | 1 198    |
| 1964 | 982      |
| 1971 | 936      |

| Any  | Població |
| ---- | -------- |
| 1981 | 891      |
| 1985 | 889      |
| 1989 | 894      |
| 1990 | 870      |
| 1991 | 850      |
| 1992 | 839      |
| 1993 | 837      |
| 1994 | 831      |
| 1995 | 834      |
| 1996 | 886      |

| Any  | Població |
| ---- | -------- |
| 1997 | 903      |
| 1998 | 919      |
| 1999 | 929      |
| 2000 | 929      |
| 2001 | 930      |
| 2002 | 911      |
| 2003 | 937      |
| 2004 | 937      |
| 2005 | 934      |
| 2006 | 937      |

| Any  | Població |
| ---- | -------- |
| 2007 | 923      |
| 2008 | 930      |
| 2009 | 916      |
| 2010 | 925      |
| 2011 | 915      |
| 2012 | 907      |
| 2013 | 902      |